# Panssaridivisioona
La Panssaridivisioona (abbreviata in PsD o Ps. D) fu l'unica divisione corazzata a essere mai formata in seno all'Esercito finlandese. La divisione fu costituita nel 1942 a partire da preesistenti unità corazzate e operò nel corso della seconda guerra mondiale fino alla fine del 1944.
Nata come brigata corazzata e poi trasformata in divisione tramite in suo accoppiamento con la Brigata Jäger, la Panssaridivisioona, al comando del maggior generale Ruben Lagus, fu sottoposta a un intenso addestramento che la rese una delle unità più professionali dell'esercito finlandese. Schierata in riserva nella zona dell'Istmo careliano, la divisione partecipò tra il giugno e il luglio del 1944 ai pesanti combattimenti dell'offensiva Vyborg-Petrozavodsk contro i reparti sovietici, prendendo parte in particolare agli scontri di Tali-Ihantala (25 giugno - 9 luglio) e di Vuosalmi (4-17 luglio) e contribuendo, pur al prezzo di gravi perdite, a consolidare la linea difensiva finlandese.
Concluso il conflitto con l'URSS, reparti della Panssaridivisioona furono impiegati nel corso della guerra di Lapponia del settembre-ottobre 1944 contro gli ex alleati tedeschi, partecipando agli scontri di Tornio (1º-8 ottobre) e di Rovaniemi (12-16 ottobre). Per effetto delle disposizioni dell'armistizio di Mosca, la divisione fu rapidamente smobilitata e infine formalmente sciolta il 30 dicembre 1944.
Le tradizioni della Panssaridivisioona sono portate avanti dalla Panssariprikaati ("Brigata corazzata") del moderno esercito finlandese.

## Storia

### I primi reparti corazzati finlandesi

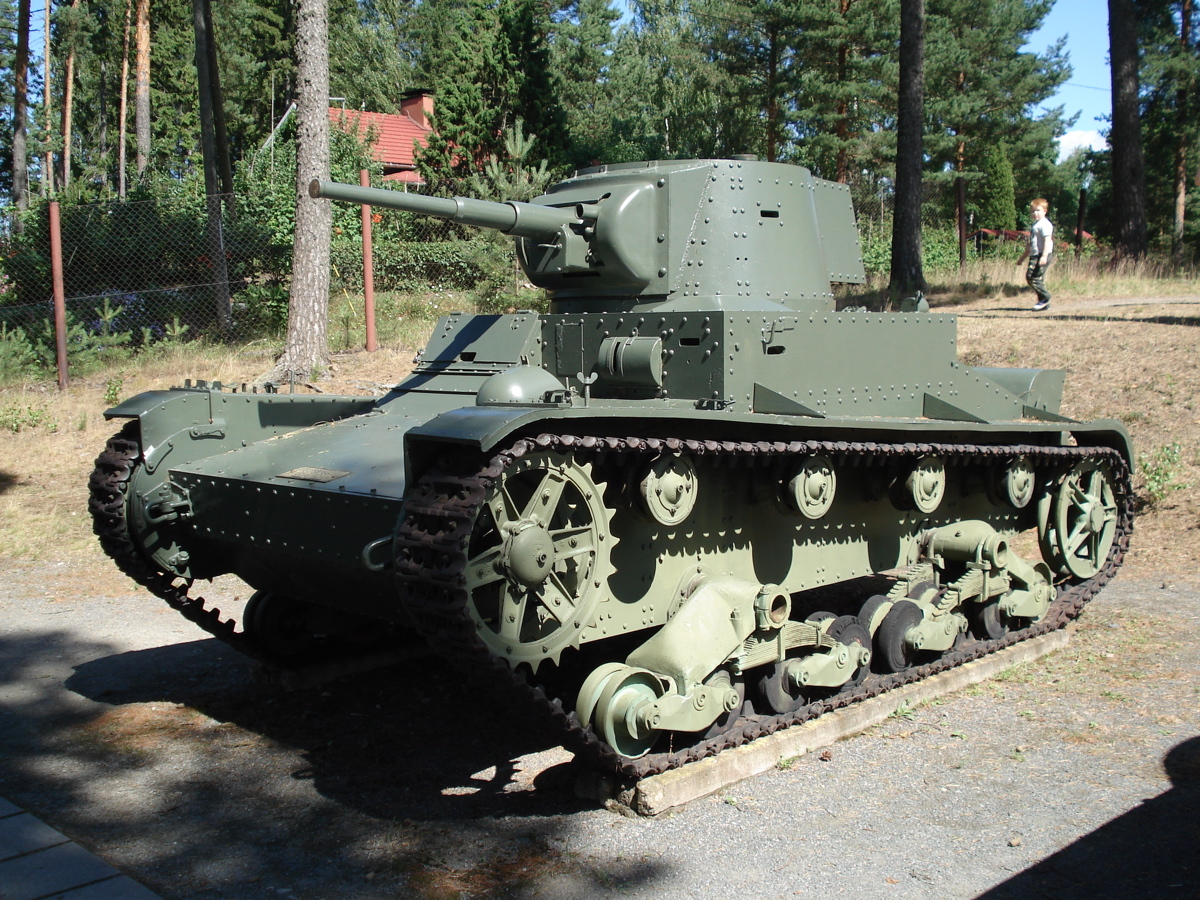
Un Vickers 6-Ton finlandese con cannone da 45 mm (T-26E) in mostra al museo di Parola

La prima unità corazzata della Finlandia fu costituita nel luglio 1919, poco dopo l'indipendenza del paese: il neonato Suomen maavoimat acquistò dalla Francia 32 carri leggeri Renault FT con cui venne costituito un "reggimento corazzato" (Tankkirykmentti). Ristrettezze finanziarie e l'impraticabilità di gran parte del territorio nazionale alle operazioni con i carri armati impedirono tanto un ammodernamento quanto un'espansione dell'unità corazzata finlandese, che fu declassata a battaglione (Panssaripataljoona) nel 1925 e poi a compagnia (Panssarikomppania) nel 1927, venendo impiegata principalmente come formazione d'addestramento. Un programma di ammodernamento fu avviato infine nel giugno 1933 per affiancare agli ormai obsoleti carri FT dei mezzi più moderni: vari modelli furono sottoposti a prove e valutazioni prima che lo stato maggiore finlandese decidesse di acquistare nel luglio 1936 32 carri leggeri Vickers 6-Ton di fabbricazione britannica; per risparmiare, i veicoli furono ordinati senza armamento, radio e sistemi di puntamento che furono poi installati una volta in Finlandia, sostituendo l'originario cannone Ordnance QF 3 lb dei Vickers con il pezzo controcarro Bofors 37 mm di fabbricazione svedese. Nel mentre, la brigata di cavalleria costituì un proprio piccolo reparto blindato sperimentale (Panssariosasto) dotato di una singola autoblindo Landsverk L-182 di fabbricazione svedese.
Il 30 novembre 1939 l'Unione Sovietica attaccò la Finlandia dando avvio alla cosiddetta "guerra d'inverno". Contro i circa 2.500 carri armati messi in campo dai sovietici, i finlandesi schierarono un singolo battaglione corazzato su cinque (poi sei) compagnie, dotato dei carri Renault FT e dei pochi Vickers nel mentre approntati al combattimento. L'unico impiego bellico dei carri finlandesi nel corso del conflitto si ebbe il 26 febbraio 1940 durante la battaglia di Honkaniemi: la 4ª Compagnia corazzata finlandese impiegò 13 carri Vickers in un attacco alle linee sovietiche, ma lo scarso addestramento e la mancanza di coordinazione con la fanteria portarono al fallimento dell'attacco e alla perdita di 8 mezzi.
Benché vittoriosa, nel corso del conflitto l'Unione Sovietica subì pesanti perdite umane e materiali e i finlandesi recuperarono dai campi di battaglia svariate decine di mezzi blindati sovietici, riparandoli e rimettendoli in servizio. Per rimpiazzare gli obsoleti Renault FT, radiati dal servizio, il Panssaripataljoona ricevette 34 carri leggeri sovietici T-26, mezzo strutturalmente simile al Vickers 6-Ton; per semplificare le forniture di munizioni, i Vickers superstiti furono riequipaggiati con lo stesso cannone 45 mm 20K dei T-26, recuperato da mezzi non più riparabili, e furono ridesignati come T-26E (da Englantilainen, "inglesi"). Il Battaglione corazzato fu strutturato su tre compagnie di 15/16 carri T-26 o T-26E, oltre a un plotone di carri "pesanti" con due carri T-28 e due T-26, un plotone carri lanciafiamme con quattro carri OT-130 (la versione lanciafiamme del T-26) e due plotoni da ricognizione ciascuno con cinque carri leggeri anfibi T-37A o T-38; le autoblindo sovietiche catturate furono invece impiegate per costituire plotoni blindati da ricognizione assegnati alle divisioni di fanteria.

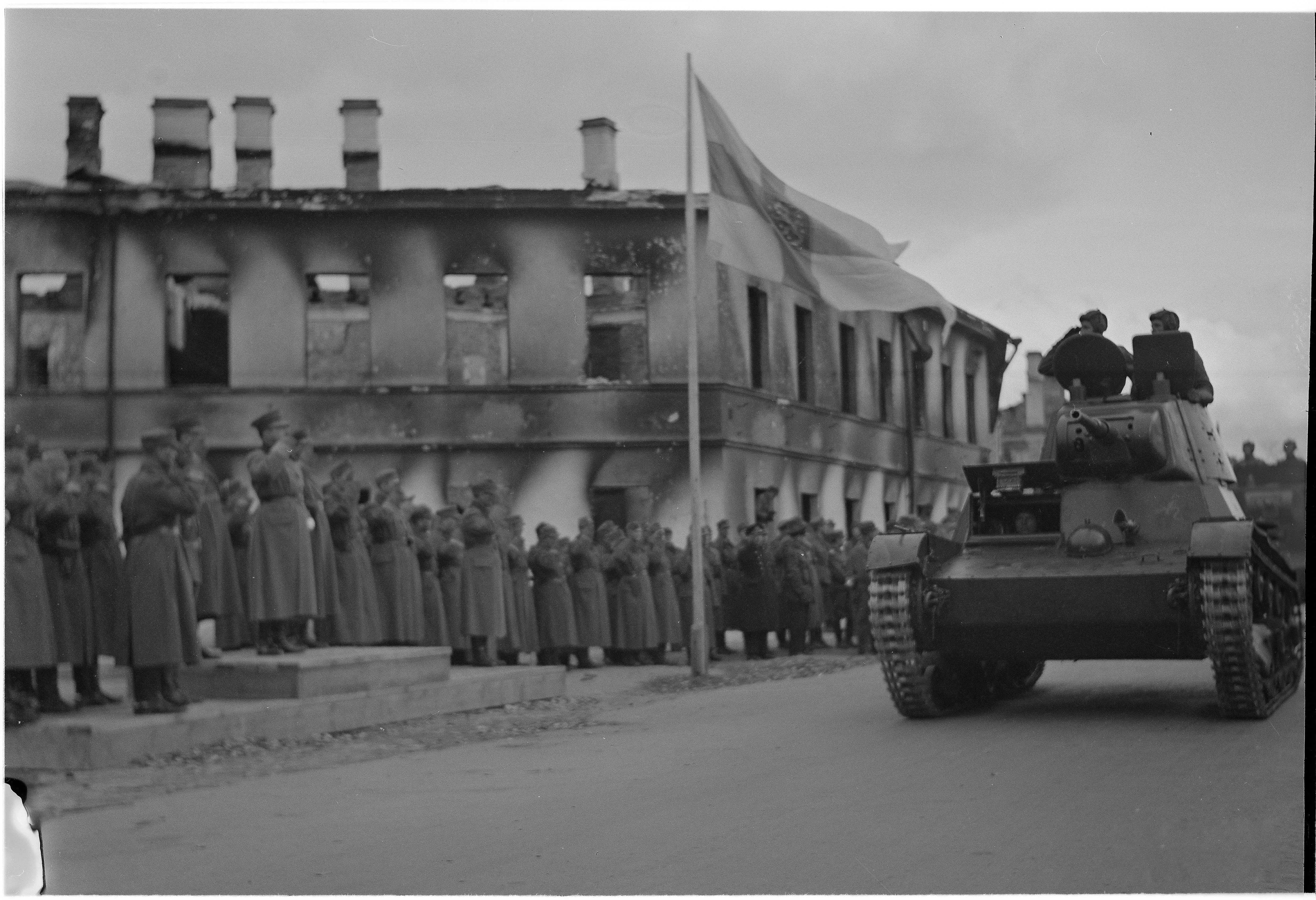
Un T-26 finlandese fa il suo ingresso a Petrozavodsk il 12 ottobre 1941 dopo la cattura della città

Dopo un breve interludio di pace la Finlandia tornò in guerra con l'Unione Sovietica nel giugno 1941, schierandosi a fianco della Germania nazista e dando avvio alla cosiddetta "guerra di continuazione". Il Panssaripataljoona fu accorpato alla Brigata Jäger del colonnello (poi maggior generale) Ruben Lagus, un'unità scelta, ma non vide azioni significative fino al settembre 1941, quando fu impiegato sul fronte della Carelia: i carri finlandesi parteciparono alla battaglia di Tuulos e sostennero la fanteria nella conquista della città di Petrozavodsk, appoggiando poi l'avanzata fino alle rive del fiume Svir' dove il fronte si stabilizzò; il battaglione partecipò quindi alle ultime operazioni offensive finlandesi a nord del Lago Onega, contribuendo alla cattura di Medvež'egorsk e Povenec nel dicembre 1941 prima di essere ritirato dal fronte e posto in riserva.
L'offensiva finlandese in Carelia aveva portato alla cattura di nuovi veicoli corazzati sovietici, e un secondo battaglione corazzato venne formato all'inizio del 1942. Il 10 febbraio 1942 i due battaglioni corazzati furono riuniti in una brigata autonoma (Panssariprikaati), cui fu poi aggiunto un battaglione di cannoni d'assalto in febbraio e una batteria di semoventi antiaerei in maggio. La brigata corazzata vide un limitato impiego bellico durante il periodo di guerra di trincea sul fronte dello Svir', e alcuni suoi elementi contribuirono a respingere un'offensiva sovietica lanciata oltre il fiume nell'aprile 1942. Alla fine del giugno 1942 (il 28 o il 30 giugno) la brigata fu quindi unita stabilmente alla Brigata Jäger per dare vita a una divisione corazzata (Panssaridivisioona).

### La Panssaridivisioona

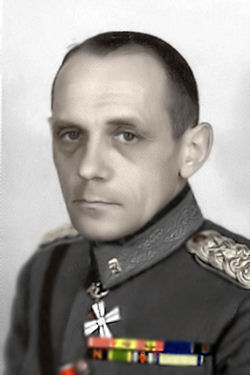
Il maggior generale Ruben Lagus, comandante della Panssaridivisioona

Al comando del generale Lagus, la Panssaridivisioona si componeva di una brigata Jäger su tre (quattro dal 1943) battaglioni Jäger e una compagnia motociclisti, una brigata corazzata con due battaglioni di carri armati e uno di cannoni d'assalto, un reggimento d'artiglieria con un battaglione di cannoni pesanti e due di pezzi leggeri, un battaglione di artiglieria controcarro, un battaglione del genio, una batteria di artiglieria antiaerea semovente, una compagnia trasmissioni corazzata e unità di servizi vari.
I battaglioni corazzati erano equipaggiati con circa 80 tra T-26 e T-26E e sette o otto carri medi T-28, ma in seguito furono aggiunti veicoli più moderni tra cui sette carri medi T-34 con cannone da 76 mm (quattro catturati dai finlandesi tra il 1941 e il 1943, altri tre sempre di preda bellica ceduti dalla Germania) e due carri pesanti KV-1 (preda bellica dei finlandesi). Il battaglione carri d'assalto disponeva inizialmente di 18 mezzi BT-42, veicolo di ideazione finlandese composto dallo scafo di un carro BT-7 sovietico riequipaggiato con l'obice finlandese da 114 mm, ma viste le loro decrescenti capacità anticarro contro i mezzi nemici più moderni questi veicoli furono rimpiazzati nel 1943 da cannoni d'assalto tedeschi StuG III (30 mezzi consegnati nel 1943 e altri 29 nel 1944); i BT-42 andarono quindi a equipaggiare una compagnia corazzata autonoma (Erillinen Panssarikomppania) per il supporto diretto alla fanteria e impiegati contro bunker e fortificazioni campali. Il battaglione anticarro fu equipaggiato con cannoni tedeschi 5 cm PaK 38 (integrati poi da alcuni più moderni 7,5 cm PaK 97/38) trainati da trattori sovietici T-20 Komsomolec, mentre la batteria antiaerea schierava sei semoventi Luftvärnskanonvagn L-62 Anti II di fabbricazione svedese e la compagnia trasmissioni quattro carri anfibi T-37 o T-38.

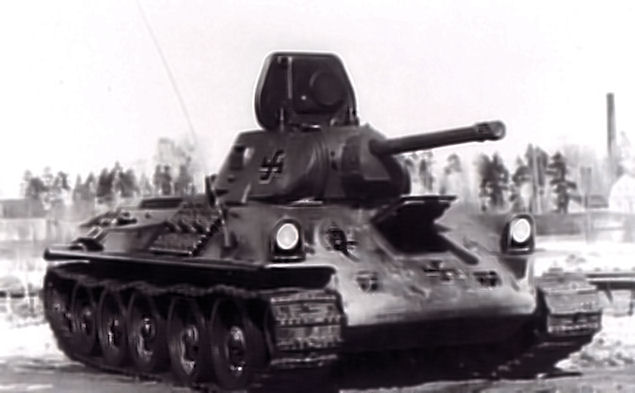
Un T-34 ex sovietico con insegne finlandesi

La divisione trascorse il 1943 e i primi mesi del 1944 schierata in riserva nella Carelia orientale, venendo scarsamente impiegata in azione; questo tempo fu ben sfruttato per sottoporre i reparti a un intenso addestramento, che fece della Panssaridivisioona una delle unità più professionali dell'esercito finlandese. La divisione si meritò gli appellativi di Marskin Nyrkki ("Pugno del Maresciallo", in riferimento al comandante in capo dell'esercito finlandese maresciallo Carl Gustaf Emil Mannerheim) e Laguksen Nuolet ("Frecce di Lagus", per via dell'emblema divisionale che rappresentava un triangolo verde contenente tre frecce gialle e nere puntate verso destra, ideato dallo stesso generale Lagus).

### L'offensiva Vyborg-Petrozavodsk
Nel febbraio 1944 la divisione ricevette l'ordine di portarsi nella zona di Viipuri, dopo minacciose avvisaglie che indicavano preparativi sovietici per una grande offensiva nel settore dell'Istmo careliano. Il grande attacco sovietico (offensiva Vyborg-Petrozavodsk) ebbe quindi inizio il 10 giugno 1944, quando una forza di 450.000 uomini e 800 carri armati colpì le difese finlandesi sull'istmo; la Panssaridivisioona fu ben presto chiamata a puntellare la linea finlandese, e già l'11 giugno la Brigata Jäger fu impegnata in un contrattacco contro le formazioni avanzate del XXX Corpo d'armata della guardia sovietico nella zona di Pulviselkä, venendo però costretta a ripiegare a causa della preponderanza delle forze nemiche. La Brigata Jäger fu intensamente impiegata negli scontri lungo la seconda linea di difesa finlandese a partire dal 14 giugno, guidando un contrattacco con l'appoggio di una compagnia di cannoni d'assalto: alcune postazioni perdute furono riconquistate, ma ancora una volta la schiacciante superiorità numerica dei sovietici portò a uno sfondamento della linea finlandese a Kuuterselkä e obbligò la brigata a ripiegare dopo aver subito perdite che la misero fuori combattimento.

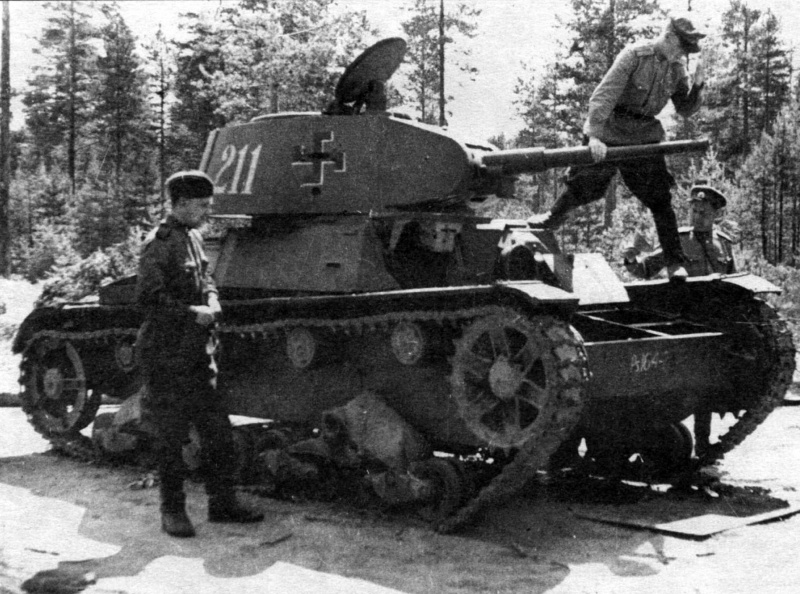
Ufficiali sovietici ispezionano un T-26 finlandese messo fuori combattimento nella zona dell'Istmo careliano

La Brigata corazzata era rimasta nella zona di Viipuri; i carri T-26 e T-26E di cui era maggiormente dotata erano ormai completamente obsoleti e inefficienti contro i mezzi corazzati sovietici del 1944, pertanto solo gli StuG III del battaglione carri d'assalto e i pochi carri pesanti disponibili erano di una qualche utilità nel contrasto delle colonne corazzate nemiche. A partire dal 25 giugno la brigata fu intensamente impegnata nel corso della battaglia di Tali-Ihantala, sostenendo la difesa della terza linea fortificata finlandese; il battaglione cannoni d'assalto (Rynnäkkötykkipataljoona) si distinse nel corso della battaglia, distruggendo 43 carri sovietici contro la perdita di due soli StuG III. L'apporto della Panssaridivisioona nello scontro di Tali-Ihantala fu importante per bloccare l'offensiva sovietica nella zona, anche se le perdite spinsero il comando a ritirarla dal fronte il 29 giugno per concederle un periodo di riposo e recupero.
La tregua fu solo momentanea: mentre gli scontri nella zona di Tali-Ihantala erano ancora in corso, i sovietici sferrarono una nuova offensiva il 4 luglio nel settore di Vuosalmi; la Panssaridivisioona fu rapidamente richiamata e inviata a tamponare le falle nella linea finlandese, partecipando a una serie di attacchi e contrattacchi con alterne vicende finché il fronte non si stabilizzò per il 17 luglio seguente.
Gli scontri del giugno-luglio 1944 furono costosi per la Panssaridivisioona: l'unità perse 25 dei suoi 87 carri T-26 o T-26E, otto cannoni d'assalto StuG III (cinque a Kuuterselkä, due negli scontri di Tali-Ihantala e uno a Vuosalmi) e un terzo dei trattori T-20 del battaglione anticarro; la compagnia corazzata autonoma perse otto dei suoi 18 cannoni d'assalto BT-42, e in ragione della conclamata obsolescenza del mezzo il comando finlandese decise di radiare dal servizio di prima linea tutti i mezzi superstiti come pure i carri T-26, T-26E e T-28 ancora in uso. A compensazione di queste perdite furono messi in servizio alcuni moderni corazzati sovietici catturati nei recenti scontri, tra cui sette carri T-34/85 e un semovente ISU-152. I tedeschi promisero la fornitura di un lotto di più moderni carri medi Panzer IV versione J, ma solo quindici di questi mezzi furono consegnati ai finlandesi nell'agosto 1944, troppo in ritardo per prendere parte agli scontri con i sovietici; la fornitura di ulteriori veicoli fu bloccata quando i tedeschi ebbero sentore dell'avvio dei negoziati per l'uscita della Finlandia dalla guerra.

### La guerra di Lapponia e lo scioglimento

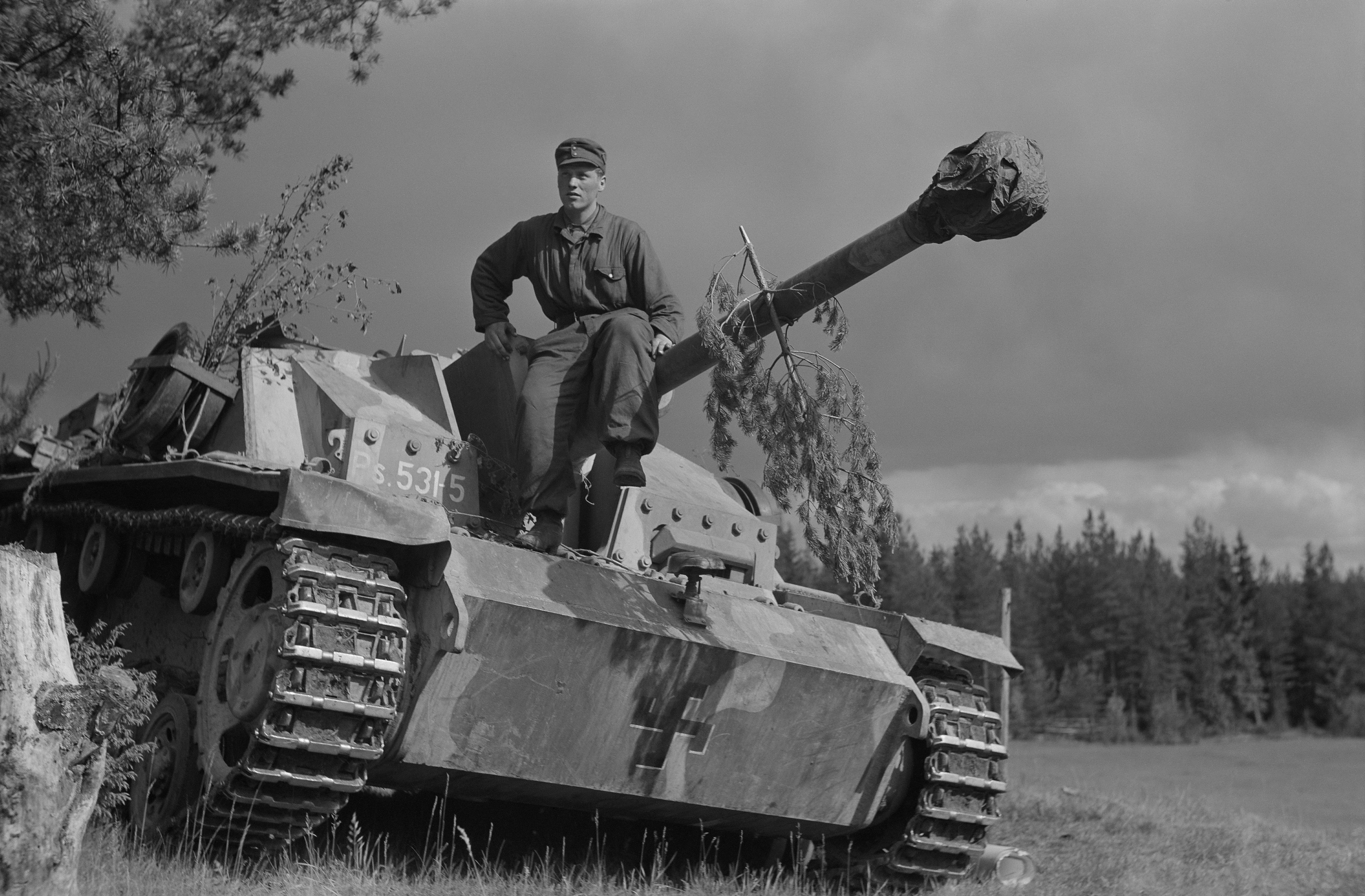
Uno StuG III finlandese nella zona di Viipuri nel 1944

Benché il fronte fosse entrato in una fase di stallo all'inizio di agosto, il nuovo governo finlandese insediatosi il 4 agosto decise di avviare trattative con i sovietici per giungere a un armistizio e portare il paese fuori dalla guerra; un accordo di cessate il fuoco fu quindi raggiunto il 5 settembre 1944, prologo alla stipula dell'armistizio di Mosca del 19 settembre seguente. L'armistizio imponeva ai finlandesi di allontanare i reparti tedeschi ancora presenti sul territorio della Finlandia: se l'evacuazione delle truppe tedesche schierate nel sud del paese si svolse con ordine, nel nord del paese si accesero ben presto scontri armati tra i due ex alleati portando quindi all'avvio della breve guerra di Lapponia.
La Panssaridivisioona fu inviata a unirsi agli scontri in corso raggiungendo Oulu il 22 settembre; un primo combattimento si ebbe il 25 settembre quando il battaglione carri d'assalto e un battaglione Jäger impegnarono la retroguardia della 7. Gebirgs Division tedesca a Pudasjärvi. Un distaccamento di carri T-26E fu impegnato nel corso della battaglia di Tornio tra il 1º e l'8 ottobre, e uno di questi mezzi fece registrare l'ultimo successo finlandese in uno scontro tra corazzati quando mise fuori combattimento un carro francese (un SOMUA S35 o un Hotchkiss H35) del Panzer-Abteilung 211 tedesco. I maggiori scontri tra tedeschi e finlandesi si ebbero nel corso della battaglia di Rovaniemi il 12-16 ottobre: i carri e i cannoni d'assalto della Panssaridivisioona sostennero la riconquista della città da parte dei finlandesi nel corso di un violento scontro che distrusse il 90% delle abitazioni di Rovaniemi. Dopo questa battaglia gli scontri si ridussero a scaramucce di retroguardia, mentre i tedeschi completavano la loro ritirata alla volta della Norvegia.
Gli accordi armistiziali con l'Unione Sovietica imponevano alla Finlandia di smobilitare progressivamente gran parte del suo esercito, e la Panssaridivisioona fu ritirata dal fronte e posta in riserva alla fine di ottobre 1944; a quella data la divisione aveva subito un totale di 4.308 perdite in combattimento tra il suo personale. La smobilitazione procedette speditamente, e già il 21 novembre 1944 la forza corazzata finlandese era stata ridotta a un unico battaglione; tutti i carri superstiti furono posti in riserva nel deposito di Parola, e la divisione venne formalmente sciolta il 30 dicembre 1944.